# Бойко Володимир Богданович
Володи́мир Богда́нович Бо́йко (нар. 16 лютого 1985, Тернопіль) — український політик. Народний депутат України VII скликання. Член партії ВО «Батьківщина».

## Біографія
Походить з української родини. Дід по батьківській лінії — Бойко Петро Олексійович — народився в 1931 році в селі Кропивна Золочівського району Львівської області, бабуся — Бойко (Лилик) Софія Семенівна — народилася в 1934 році в селі Вороняки того ж району. У жовтні 1947 року сім'ї Бойків і Лилик за рішенням особливої наради при МДБ СРСР з конфіскацією майна виселені на спецпоселення в Беловський район Кемеровської області. З 1949 року майбутнє подружжя (дід з 18-річного, а бабуся з 15-річного віку) працювали на шахті «Шестаки». Там, у спецпоселенні села Бочати, у 1960 році народився батько — Богдан.
По материнській лінії дід — Ратушняк Аркадій Григорович — народився в 1932 році у селі Решнівка на Збаражчині, бабуся — Ратушняк (Василівська) Ганна Андріївна — народилася в 1931 році під Перемишлем, звідки її родину депортували в село Мечищів Бережанського району. Мати — Наталія — народилася у 1962 році в селі Гніздичне, що тоді входило до складу Тернопільського району.
Батько Богдан уже впродовж 30 років працює водієм поштової машини, а мати Наталія — техпрацівником.
Володимир Бойко народився 16 лютого 1985 року в місті Тернополі в багатодітній сім'ї. Крім нього батьки виховували ще двох старших сестер. Громадянин України, національність — українець.
У 1992—2002 роках Володимир Бойко навчався в середній загальноосвітній школі № 16 м. Тернополя.
У липні 2002 року за результатами вступних іспитів зарахований на другий курс Галицького коледжу імені В'ячеслава Чорновола за спеціальністю «Правознавство».
У травні 2003 року призваний на строкову військову службу, яку проходив у військовій частині А 1020 м. Фастова Київської області. Звільнений у запас у листопаді 2004 року.
Наприкінці 2004 року продовжив навчання у відокремленому підрозділі — Коледжі Галицького інституту імені В'ячеслава Чорновола, який закінчив у 2006 році і отримав кваліфікацію юриста.
Упродовж 2007—2010 років навчався на юридичному факультеті Львівського національного університету ім. І.Франка.
У 2011 році закінчив юридичний факультет Тернопільського національного економічного університету.
У 2019 році закінчив Львівський регіональний інститут державного управління Академії державного управління при Президентові України та отримав спеціальність "Публічне управління та адміністрування".
У 2020 році пройшов навчання за короткостроковою програмою Західноукраїнського національного університету та Nord University (Норвегія) по спеціальності "Підприємництво".
У 2022 році закінчив Державний торговельно-економічний університет за освітньою програмою "Публічні фінанси".

## Політична діяльність
Ще у шкільні роки активно включився в політичну діяльність. Брав участь в опозиційних акціях «Повстань, Україно!», «Україна без Кучми», численних мітингах, як в Тернополі, так і в райцентрах області.
Член партії "Всеукраїнське об'єднання «Батьківщина» з дня досягнення повноліття. З березня 2005 року по грудень 2007 року — член бюро Тернопільської міської організації партії Всеукраїнське об'єднання «Батьківщина». З жовтня 2005 року — член бюро Тернопільської обласної організації партії "Всеукраїнське об'єднання «Батьківщина». З квітня 2006 року — заступник голови, а з січня 2008 року — перший заступник голови Тернопільської обласної організації партії "Всеукраїнське об'єднання «Батьківщина».
З квітня 2005 року по грудень 2007 року — голова Тернопільської обласної молодіжної організації «Батьківщина молода». З грудня 2007 року — почесний голова Тернопільської «Батьківщини молодої».
З квітня 2008 року — голова Тернопільської обласної громадської організації «Мальовниче Тернопілля». Громадська організація займається краєзнавчою діяльністю, збирає історію населених пунктів Тернопільської області, відомості про життя та діяльність відомих вихідців краю, традиції регіону, інформацію про архітектурні пам'ятники, релігійні центри, об'єкти природно-заповідного фонду. Метою такої діяльності є популяризація туризму в області.
У 2006—2009 — депутат Тернопільської обласної ради п'ятого скликання, обраний від Блоку Юлії Тимошенко, член президії, голова постійної депутатської комісії Тернопільської обласної ради з питань регламенту, депутатської етики та організації роботи обласної ради, заступник керівника фракції «Батьківщина» в Тернопільській обласній раді п'ятого скликання.
Працював на посадах помічника-консультанта народного депутата України, заступника, першого заступника голови Тернопільської обласної організації "Всеукраїнського об'єднання «Батьківщина», керівником приватного підприємства.
З 12 грудня 2012 року до 27 листопада 2014 року — народний депутат України VII скликання, обраний по виборчому округу № 165, отримавши 39,52 % голосів. Голова підкомітету з питань Регламенту Верховної Ради України та парламентських процедур Комітету Верховної Ради з питань Регламенту, депутатської етики та забезпечення діяльності Верховної Ради України.
Мобілізований у Збройні сили України 8 лютого 2015 року. З 18 березня 2015 року по 05 квітня 2016 року ніс службу у складі 27-ї реактивної артилерійської бригади в зоні проведення АТО.
З квітня 2016 року працював у Державній аудиторській службі України. В березні 2017 року призначений начальником Управління Західного офісу Держаудитслужби в Закарпатській області.
З листопада 2020 року працює в Державній казначейській службі України. З липня 2021 року - директор юридичного департаменту ДКСУ.
25 лютого 2022 року вдруге мобілізований у ЗСУ.

## Сім'я
Одружений. Разом з дружиною Ольгою виховує сина Ярослава (нар. 2006) і доньку Анну-Марію (нар. 2009).